# Chris Dreja
Chris Dreja (* 11. listopadu 1945, Surbiton, Anglie, Spojené království) je anglický kytarista a baskytarista, nejvíce známý jako zakládající člen skupiny The Yardbirds.
Jeho otec pocházel z Polska a po odchodu do Spojeného království v roce 1940 působil v exilovém Polském letectvu.
Dreja v roce 1963 stál u zrodu kapely The Yardbirds, ve které zprvu hrál na doprovodnou kytaru, po odchodu baskytaristy Paula Samwella-Smithe v roce 1966 přešel k baskytaře on. Po rozpadu skupiny v roce 1968 mu kytarista Jimmy Page nabídl místo baskytaristy v jeho nové skupině (z níž se později stali Led Zeppelin), on se však rozhodl věnovat fotografování a nabídku odmítl. Je autorem fotografie kapely na zadní straně obalu alba Led Zeppelin (1969).
V 80. letech působil s několika dalšími bývalými členy The Yardbirds ve skupině Box of Frogs, v níž hrál na kytaru. V roce 1992 byla obnovena kapela The Yardbirds i s Drejou (opět na kytaru) v sestavě. Skupinu opustil kvůli zdravotním problémům v roce 2013. Nahradil jej Top Topham, který ve skupině krátce působil již v roce 1963.